# آدولف واگنر (سیاستمدار)
آدولف واگنر (انگلیسی: Adolf Wagner؛ ‏ ۱ اکتبر ۱۸۹۰ – ۱۲ آوریل ۱۹۴۴) سیاستمدار و افسر ارتش اهل رایش آلمان بود.
وی دانش‌آموختهٔ رشته «علوم و ریاضیات» در دانشگاه استراسبورگ و مهندسی معدن در دانشگاه فنی آخن بود.
مدت کوتاهی پس از به قدرت رسیدن هیتلر در آلمان، واگنر در ۹ مارس ۱۹۳۳ با حکمِ هیتلر به‌عنوان فرماندار ایالتی (Staatskommissar) برای وزارت امور داخلی استان باواریا (بایرن) انتخاب شد. او در این مقام، تمام دستگاه‌های امنیتی را تحت کنترل داشت. آدولف واگنر از ایجاد تأسیسات ویژه «حبس حفاظتی» حمایت کرد که باعث شد تا هاینریش هیملر، سرپرست وقت پلیس مونیخ، نخستین اردوگاه کار اجباری نازی‌ها را در داخائو راه‌اندازی کند. در ۲۳ مارس، واگنر به رتبه اس‌آ-گروپنفورر و در ۹ نوامبر ۱۹۳۷ به مقام اس‌آ-اوبرگروپنفورر ترفیع یافت.
واگنر نقش مهمی در پاکسازی رهبران اس‌آ معروف به شب دشنه‌های بلند در ۳۰ ژوئن ۱۹۳۴ ایفا کرد. وقتی هیتلر به مونیخ رسید، متوجه شد که واگنر پیش‌تر رهبران اس‌آ در مونیخ را دستگیر کرده است. او همچنین گشت‌هایی را در ایستگاه راه‌آهن مونیخ قرار داده بود تا رهبران تحت تعقیب اس‌آ را هنگام ورود به شهر بازرسی کنند. کمی بعد در همان روز، زمانی که رئیس زندان اشتادلهایم از تحویل شش تن از رهبران اس‌آ به جوخه‌های اعدام اس‌اس خودداری کرد (زیرا فهرست اسامی دریافتی‌اش بدون امضا بود) واگنر این سند را به عنوان وزیر داخلی استان باواریا امضا کرد و آن شش نفر به اس‌اس تحویل داده شده و اندکی بعد اعدام شدند.
وی همچنین برندهٔ جوایزی همچون نشان آلمان شده است.